# Wade Ormsby
Wade Ormsby (nascido em 31 de março de 1980) é um jogador australiano de golfe profissional, que disputa o Asian Tour e o European Tour. Profissionalizou-se em 2001 e já venceu um torneio do circuito asiático, em 2013.

## Vitórias profissionais

### Títulos do Asian Tour
| N.º | Data               | Torneio              | Placar               | Margem   | Vice-campeão     |
| --- | ------------------ | -------------------- | -------------------- | -------- | ---------------- |
| 1   | 7 de abril de 2013 | Panasonic Open India | –9 (67-67-74-71=279) | 1 tacada | Boonchu Ruangkit |